# Магомед Кургокин
Магомед (Бамат) Кургокин (Атажукин) (ум. ок. 1762) — старший князь-валий (пшыщхуэ) Кабарды (1749—1762), старший сын главного князя-валия Кабарды Кургоко Атажукина.

## Биография
В 1720 году князь Магомед Кургокин вошёл в состав так называемой баксанской партии (князья Мисостовы и Атажукины), враждовавшей с кашкатавской партией (князья Джамбулатовы и Кайтукины). Во главе баксанской партии находился старший князь-валий (1721—1732) Исламбек Мисостов, в кашкатавской партией руководил Асланбек Кайтукин. В 1721 году при посредничестве астраханского губернатора А. П. Волынского Исламбек Мисостов и Асланбек Кайтукин примирились.
В 1720-х годах Асланбек Кайтукин, вступив в союз с Крымским ханством, возобновил борьбу против князей Мисостовых и Атажукиных.
В 1732 году скончался старший князь-валий Кабарды Исламбек Мисостов. На княжеском съезде новым кабардинским князем-валием был избран Татархан Бекмурзин (Джамбулатов) (1732—1737), глава баксанской партии, который пользовался поддержкой России.
В 1733 году князь Магомед (Бамат) Кургокин с конной дружиной прибыл на помощь отряду донских казаков во главе с атаманом И. М. Краснощёковым, окружённом на р. Куме превосходящими силами крымских татар и калмыков. Появление кабардинского князя спасло казаков Ивана Краснощёкова и привело к отходу противника. В следующем 1734 году Магомед Кургокин со своим отрядом прибыл на помощь донскому атаману Ивану Фролову, который с двухтысячным отрядом казаков был окружён татарским войском.
В 1735 году кабардинские князья, троюродные братья Бамат Кургокин и Касай Атажукин, используя своё родство с Дондук-Омбо, убедили его отказаться от союза с крымским ханом, вернуться в Россию и принять участие в русско-турецкой войне. Калмыцкий хан Дондук-Омбо был женат на кабардинской княжне Джан Кургокиной, родной сестре князя Бамата Кургокина.
В 1736 году князья Магомед Кургокин и Касай Атажукин в результате переговоров убедили мурз Малого Ногая перейти в российское подданство.
В марте 1737 года в Кабарду была отправлена «Грамота императрицы Анны Иоанновны кабардинским владельцам Магомеду Кургокину и другим с изъявлением милости за участие в Закубанском походе».
В том же году калмыцкий хан Дондук-Омбо смог примирить лидеров кашкатавской и баксанской партий — двух наиболее могущественных кабардинских князей Асланбека Кайтукина и Магомеда (Бамата) Кургокина. Говоря о примирении, князья Кайтукин и Кургокин, «между себя договорясь, помирились на том, что Бекмурзиных детей Татархана, Касима и Батука выгнали в кумыки и в татары, а по них оставших их подданных разделил по себе, и присягами между сеяб утвердились, чтоб от ея императорского величества, яко от своей государыни и от их, калмык, яко от своих соседей, не отставать и к крымцам и к татарам не приступать».
Асланбек Кайтукин организовал заговор против валия Татархана Бекмурзина, вступив в союз с князьями враждебной партии (Атажукины и Мисостовы). Татархан Бекмурзин бежал со своими братьями из Кабарды в Астрахань. При посредничестве российских властей, которые высоко ценили его верность, старший князь — валий Кабарды с братьями вернулся в Кабарду и помирился с Асланбеком Кайтукиным.
Летом 1737 года после смерти Татархана Бекмурзина новым старшим князем-валием Кабарды был избран Асланбек Кайтукин (1737—1746). 1 июля 1738 года императрица Анна Иоанновна в своей грамоте к кабардинским владельцам Магомет-беку Кургокину и Кара-Мурзе Алееву изъявила удовлетворение по поводу их закубанского похода и возвращения в Кабарду абазин.
В 1740-х годах старший князь-валий Кабарды Асланбек Кайтукин продолжил борьбу против Баксанской партии, во главе которой находились князья Атажукины и Мисостовы. А. Кайтукин со своими вассалами и подданными оставил урочище Кашкатау и переселился в горы, на р. Чегем, где занял земли, принадлежавшие князьям баксанской партии. Баксанская партия всеми силами препятствовала возвращению Асланбека Кайтукина из района Пятигорья на старое место жительства — в долину Баксана. В 1744 году обстановка накалилась в связи с покушением на жизнь Касая Атажукина, предпринятыми людьми Асланбека Кайтукина.
В 1744 году царское правительство попыталось примирить враждующие партии и прислало в Большую Кабарду бригадира Петра Кольцова «с небольшой командой». П. Кольцов поддержал баксанскую партию и её лидера Магомеда (Бамата) Кургокина. Князья Асланбек Кайтукин и Батоко Бекмурзин отказались от переговоров и со своими семьями, вассалами и подданными переселились в верховья р. Кума.
После смерти калмыцкого хана Дондук-Омбо (1741) началась борьба за вакантный ханский престол. После смерти мужа вдова Дондук-Омбо, по происхождению кабардинская княжна Кургокина, ханша Джан не хотела расставаться с властью и попыталась посадить на престол своего старшего сына Рандула. Путём убийств она стала устранять своих соперников.
Царское правительство отказалось поддержать ханшу Джан и в сентябре 1741 года утвердило новым наместником Калмыцкого ханства Дондук-Даши, двоюродного брата Дондук-Омбо. В начале 1742 года ханша Джан с детьми и своими сторонниками покинула калмыцкие улусы и откочевала на Кавказ, в Кабарду. Астраханский губернатор В. Н. Татищев призвал Джан вернуться обратно, обещая сохранить за ней удел Дондук-Омбо.
Ханша Джан отказалась вернуться в свои улусы, и находясь в Кабарде, пыталась убедить своих родственников, кабардинских князей, оказать ей военную помощь в борьбе за власть в Калмыцком ханстве. Однако её брат Магомед Кургокин и другие князья наотрез отказались участвовать в калмыцкой междоусобице.
1 июня 1743 года кабардинский посланник Магомед Атажукин представил в Коллегию иностранных дел письмо кабардинских князей. Магомед Кургокин (брат ханши Джан) и Касай Атажукин от имени кабардинских князей за «верные службы и исполнение по указу отдачею калмыцкого хана Дондук-Омбина двух сыновей, и просят, дабы за службы отца их, ханши Джан вины отпущены и со всеми детьми её в отечество отпущены и собственные улусы хана Дондук-Омбина им пожалованы были». Князья также просили дать охрану ханше Джан и её сыновьям. В связи с тем, что Джан не удалось вовлечь в борьбу за власть в Калмыкии кабардинских феодалов и учитывая заслуги их и их предков перед Россией, просьба князей была удовлетворена.
Брат ханши Джан, князь Магомед Кургокин, и прибывший в Кабарду секунд-майор Евграф Татищев (сын астраханского губернатора) совместными усилиями уговорили ханшу возвратиться в калмыцкие улусы. После своего возвращения ханша Джан с семьёй была взята под стражу и отправлена в Петербург.
В апреле 1744 года при посредничестве царских властей состоялось примирение между калмыцким ханом Дондук-Даши и кабардинскими князьями во главе с Магомедом Кургокиным (Атажукиным).
В 1746 году в изгнании скончался старший князь-валий Асланбек Кайтукин, тесть Магомеда Кургокина. Новым лидером кашкатавской партии стал его двоюродный брат Батоко Бекмурзин. В начале 1747 года Батоко Бекмурзин с кашкатавской партией вернулся из верховьев Кумы в Кабарду. При посредничестве коменданта Кизляра состоялось примирение между Магомедом Кургокиным, лидером баксанской партии, и Батоко Бекмурзиным, главой кашкатавской партии.
Осенью 1747 года на съезде князей новым князем-валием Кабарды был избран Батоко Бекмурзин (1747—1749). Вскоре междоусобица между баксанской и кашкатавской партиями продолжилась. Вначале князь-валий Батоко Бекмурзин, объединившись с Баматом Кургокиным и Джамбулатом Кайтукиным, изгнали из Кабарды братьев, князей Касая и Магомеда Атажукиных, представителей баксанской партии. Касай и Магомед Атажукины со своими людьми укрылись в Кизляре.
В том же году царское правительство отправило в Большую Кабарду делегацию во главе с капитаном Астраханского драгунского полка Иваном Барковским, поручив ему примирить враждующие партии. В июне Барковский провёл переговоры с лидерами обеих партий, которые возглавляли Магомед Кургокин от баксанской партии и Батоко Бекмурзин от кашкатавской. Однако уже вскоре князья Атажукины и Кайтукины объединились против Батоко Бекмурзина и добились его изгнания из Кабарды.
Князь Магомед (Бамат) Кургокин, лидер баксанской партии, вступил в союз с князем Джамбулатом Кайтукиным, одним из ведущих деятелей кашкатавской партии, для борьбы против главы той же партии Батоко Бекмурзина.
В 1748 году крымский хан Арслан-Гирей прислал в Кабарду своих сыновей Казы-Гирея и Шабаз-Гирея с военными отрядами. В Кабарде крымские царевичи открыто поддержали кашкатавскую партию, то есть князей Кайтукиных и Бекмурзиных. Кабардинские князья решили перейти под власть Крымского ханства и отправили своих послов к хану. Особенную активность проявлял князь Магомед Кургокин, который просил хана оказать ему содействие в переселении в его владения.
В 1749 году русское правительство смогло убедить кабардинских князей от намерения перейти в крымское подданство. Российский канцлер А. П. Бестужев-Рюмин в своём письме писал князю Магомеду Кургокину, что необходимо прекратить междоусобицы и примириться с Касаем Атажукиным. В том же 1749 году изгнанный из Кабарды Батоко Бекмурзин умер на Кубани. После его смерти Касай Атажукин вместе с родственниками и узденями вернулся в Кабарду.
В 1749 году новым старшим князем-валием Кабарды был избран Бамат (Магомед) Кургокин, лидер баксанской партии. Междоусобная борьба между кашкатавской и баксанской партиями продолжалась.
В 1753 году кабардинские князья из баксанской партии, имевшие наибольшее влияние, а именно Бамат (Магомед) Кургокин, Касай Атажукин и Кара-Мурза Алеев подтвердили русскому правительству, что «другой надежды, кроме бога и ея императорского величества, не имеют и себя издевле находят подданными Всероссийской империи… и, чтоб турок или Крым их наказывать мог, слышать того не хотят».
Лидеры баксанской партии, обращаясь с письмами в Петербург, обвиняли в них «кашкатавцев» и их наиболее авторитетного князя Джамбулата Кайтукина. «Баксанцы» заявляли о невозможности «жить вместе с Джамбулатовой партией», о необходимости присылки войск для усмирения противников, о переводе «кашкатавцев» на прежнее место жительства, а также необходимости воспрепятствовать притязаниям Крымского ханства на «права над кабардинскими подданными бесланейцами и абазинами».
В октябре 1753 года в урочище Тохтамыш представители кашкатавской и баксанской партий подписали соглашение о прекращении междоусобиц «с целованием на Коране».
В 1750-х годах князья Большой Кабарды сделали попытку подчинить своей власти Малую Кабарду. В 1750 году кабардинские князья Кургоко Канчокин, Гирей Маматов и Ислам Ханов в своём письме в Коллегию иностранных дел просили разрешения им переселиться к «Червленому городку», подальше от разорявших их князей Большой Кабарды. В октябре 1755 года малокабардинские князья во главе с Канчоко Джиляхстановым в своём послании на имя императрицы Елизаветы Петровны жаловались на набеги со стороны Бамата Кургокина, Касая Атажукина и Джамбулата Кайтукина.
После смерти Магомеда (Бамата) Кургокина князем-валием Кабарды был избран Касай Атажукин (1762—1773).